# Rahsaan Smith
Rahsaan Omar Smith (* 11. August 1973 in Oakland) ist ein ehemaliger US-amerikanischer Basketballspieler.

## Laufbahn
Der 2,08 Meter große Smith spielte an der Skyline High School in Oakland (US-Bundesstaat Kalifornien), dann am Merritt College und von 1994 bis 1997 an der California State University, Fresno, an letzterer Hochschule teils unter Trainer Jerry Tarkanian. Für Fresno State erzielte der Innenspieler in 68 Einsätzen im Schnitt 9,4 Punkte, 6,5 Rebounds sowie 1,9 Blocks.
Er begann seine Laufbahn als Berufsbasketballspieler beim deutschen Bundesligisten TSV Bayer 04 Leverkusen unter Trainer Dirk Bauermann, der Ende der 1980er Jahre an Smiths ehemaliger Hochschule, Fresno State, als Co-Trainer gearbeitet hatte. Smith sammelte mit den Leverkusenern auch Europapokalerfahrung. In der Bundesliga erreichte man das Viertelfinale, Smith erzielte in 30 Ligaspielen im Schnitt 9,1 Punkte, 6 Rebounds und 1,5 Blocks je Begegnung.
In der Saison 1998/99 spielte Smith in seinem Heimatland in der Liga CBA (Continental Basketball Association) für die Grand Rapids Hoops und die Yakima Sun Kings. Für letztere Mannschaft bestritt er auch in der Spielzeit 1999/2000 noch zehn Partien. Im weiteren Verlauf seiner Karriere spielte Smith in Argentinien (Independiente und Quilmes), 2002/03 kurzzeitig bei Czarni Słupsk in Polen, 2006/07 wieder in der US-Liga, bestritt aber nur zwei Spiele für die Utah Eagles, sowie in Neuseeland (Otago Nuggets).